# Ernie Lombardi
Ernesto Natali Lombardi (Oakland, 6 aprile 1908 – Santa Cruz, 26 settembre 1977) è stato un giocatore di baseball statunitense che ha giocato nel ruolo di ricevitore nella Major League Baseball (MLB). È stato introdotto nella National Baseball Hall of Fame nel 1986.

## Carriera
Lombardi debuttò nella MLB con i Brooklyn Robins nel 1931, tenendo una media battuta di .297. L'anno successivo fu scambiato con i Cincinnati Reds dove nel suo primo anno ebbe subito successo, battendo con .303, 11 fuoricampo e 68 punti battuti a casa (RBI). Nel 1935 batté con .343 ma non fu convocato per l'All-Star Game fino all'anno successivo, quando batté con .333. Nel 1938 guidò la lega con .342 con 19 home run, 95 RBI e vinse il titolo di MVP della National League. Lombardi divenne così uno dei giocatori più produttivi e popolari dei Reds. Fu il ricevitore dei due no-hitter consecutivi di Johnny Vander Meer l'11 e il 15 giugno, 1938. Fu ancora un All-Star nelle successive due stagioni, culminate con la vittoria delle World Series 1940.
Nel 1942 i Boston Braves acquisirono il contratto di Lombardi e quell'anno fu ancora un All-Star dopo avere guidato la lega con .330 in battuta (anche se in soli 309 turni in battuta). Sarebbero dovuti passare oltre sessant'anni perché un ricevitore vincesse nuovamente il titolo di miglior battitore, con Joe Mauer nel 2006 nell'American League. Al 2019, Lombardi rimane uno dei tre ricevitori della NL ad avere guidato la lega in media battuta (gli altri furono Bubbles Hargrove nel 1926 e Buster Posey nel 2012). La sua ultima convocazione all'All-Star Game fu nel 1943, prima che i Braves lo cedessero ai New York Giants. Lì ebbe tre stagioni produttive anche se poco spettacolari. Si ritirò dalla MLB nel 1947.

## Palmarès

### Club
- World Series: 1

Cincinnati Reds: 1940

### Individuale
- MVP della National League: 1

1938
- MLB All-Star: 8

1936–1940, 1942, 1943, 1945
- Miglior battitore della National League: 1

1938, 1942